# Семаки (Гребёнковский район)
Семаки (укр. Сімаки) — село,
Александровский сельский совет,
Гребёнковский район,
Полтавская область,
Украина.
Код КОАТУУ — 5320880405. Население по переписи 2001 года составляло 165 человек.
Село указано на специальной карте Западной части России Шуберта 1826-1840 годов как Сюмаки.

## Географическое положение
Село Семаки находится на левом берегу реки Слепород,
выше по течению примыкает село Высокое,
ниже по течению на расстоянии в 1 км расположено село Лазорки (Оржицкий район),
на противоположном берегу — село Александровка.
По селу протекает пересыхающий ручей с запрудой.
Рядом проходит железная дорога, станции Лазорки и Платформа 147 км в 1,5 км.